# Wawiłowo (Udmurcja)
Wawiłowo (ros. Вавилово) – wieś (dieriewnia) w Rosji, w Udmurcji, w rejonie krasnogorskim. W 2010 liczyła 65 mieszkańców.